# 제인 메닐레이어스
제인 메닐레이어스(영어: Jane Menelaus, 1959년 ~ )는 오스트레일리아의 배우이다. 멜버른의 극장에서 셰익스피어 극 연기를 하였다. 대개는 배우 제프리 러시의 부인으로 알려져 있으며, 그와의 사이에서 딸과 아들을 얻었다.

## 출연 작품
- 파도가 지나간 자리